# Jaru
Jaru is een gemeente in de Braziliaanse deelstaat Rondônia. De gemeente telt 51.620 inwoners (schatting 2020).

## Aangrenzende gemeenten
De gemeente grenst aan Ariquemes, Cacaulândia, Governador Jorge Teixeira, Mirante da Serra, Nova União, Ouro Preto do Oeste, Theobroma en Vale do Paraíso.